# Ron Unz

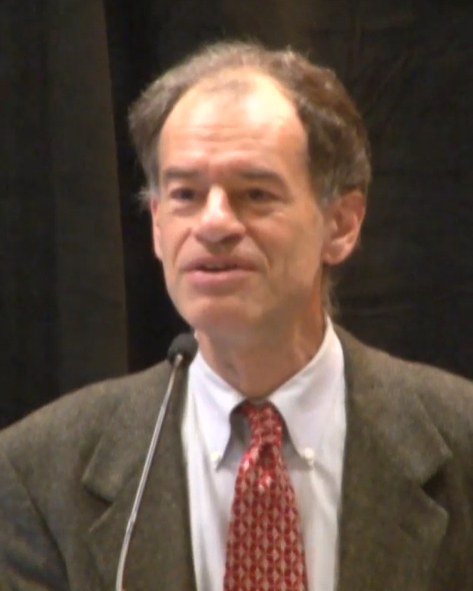
Ron Unz (2013)

Ronald Keeva Unz (* 20. September 1961 in North Hollywood, Los Angeles) ist ein US-amerikanischer Unternehmer, politischer Aktivist, Autor und Herausgeber. Als Unternehmer wurde Unz zum Multimillionär, bevor er in die Politik ging. Bei den kalifornischen Gouverneurswahlen 1994 kandidierte er als Republikaner erfolglos für das Amt des Gouverneurs von Kalifornien und 2016 für den US-Senat. Er ist zudem Herausgeber der Website The Unz Review.

## Laufbahn
Unz wurde in einem jiddischsprachigen Haushalt als Sohn ukrainischstämmiger jüdischer Immigranten geboren. Er wuchs in North Hollywood als Sohn einer alleinerziehenden Mutter auf. Er besuchte die North Hollywood High School und belegte in seinem Abschlussjahr den ersten Platz beim Westinghouse Science Talent Search 1979. Er besuchte die Harvard University und schloss 1983 mit einem Bachelor of Arts in Physik und Alter Geschichte ab. Anschließend belegte er an der University of Cambridge Kurse in Physik und begann ein Promotionsstudium an der Stanford University, das er abbrach.
Während seines Studiums arbeitete Unz in der Bankbranche und schrieb Software für Hypothekenpapiere. Im Jahr 1988 gründete er in New York City das Unternehmen Wall Street Analytics, das fünf Jahre später nach Palo Alto umzog. 2006 wurde das Unternehmen von der Ratingagentur Moody’s übernommen.

### Politische Aktivitäten
Bei den Gouverneurswahlen in Kalifornien 1994 kandidierte Unz als Gegenkandidat des Amtsinhabers Pete Wilson erfolglos für die republikanische Nominierung. Er kandidierte als konservative Alternative zu dem eher gemäßigten Wilson und wurde von der California Republican Assembly unterstützt. Er wurde mit 707.431 Stimmen (34,3 Prozent) Zweiter hinter Wilson. 1998 unterstützte Unz die kalifornische Proposition 227, die darauf abzielte, das zweisprachige Bildungssystem des Bundesstaates in ein rein englischsprachiges Bildungssystem umzuwandeln. Es wurde von den Wählern angenommen, jedoch 2016 durch Proposition 58 ersetzt. Unz unterstützte ähnliche Initiativen in den Staaten Arizona, Colorado und Massachusetts.
Anfang 1999 brachte Unz eine Initiative zur Reform der Wahlkampffinanzen ein, die als „California Voters Bill of Rights“ (Proposition 25) bekannt wurde. Der Vorschlag, der von Senator John McCain befürwortet wurde, hätte dazu geführt, dass Wahlkampfspenden von mehr als 1.000 Dollar innerhalb von 24 Stunden online deklariert werden müssen, dass Einzelspenden auf 5.000 Dollar begrenzt werden, dass Spenden von Unternehmen an Kandidaten verboten werden und dass landesweite Kandidaten nur innerhalb der letzten 12 Monate vor einer Wahl Spenden sammeln dürfen. 2000 wurde die Proposition 25 von den Wählern abgelehnt. In den Jahren 2012 und 2014 arbeitete Unz an einer Wahlinitiative zur Anhebung des kalifornischen Mindestlohns von 10 auf 12 Dollar, welche allerdings scheiterte.
Unz trat bei den Vorwahlen 2016 in Kalifornien auf einem republikanischen Wahlkampf an, um die Nachfolge der Demokratin Barbara Boxer im US-Senat anzutreten. Nachdem er zuvor die Einwanderung befürwortet hatte, schlug er nun vor, sie „stark zu reduzieren, wahrscheinlich um 50 % oder mehr“. Seine Kandidatur wurde von dem Paläokonservativen Politiker Ron Paul unterstützt. Unz erhielt bei der Wahl allerdings lediglich 1,3 Prozent der Stimmen.

### Publizistische Aktivitäten
Er investierte in die Zeitschrift The American Conservative und war von 2007 bis 2013 deren Herausgeber. Außerdem schrieb er Meinungsartikel zu Themen wie Einwanderung, Mindestlohn und Kriminalität. Im November 2013 rief Unz die Website The Unz Review ins Leben, für die er als Chefredakteur und Herausgeber fungiert. Die Website beschreibt sich selbst als eine Plattform, die „kontroverse Perspektiven präsentiert, die von den amerikanischen Mainstream-Medien weitgehend ausgeschlossen sind“. Zu den Autoren der Plattform gehörten Michelle Malkin, Jared Taylor und Ron Paul sowie Personen aus dem extremen linken und rechten Spektrum. Laut der Anti-Defamation League (ADL) von 2014 ist das Webzine ein „Ventil für bestimmte Autoren, um Israel und Juden anzugreifen“. Mehrere Autoren der Website leugneten hier den Holocaust.

## Ansichten
Als politischer Kandidat stand Unz libertären und konservativen Ansichten nahe, unterstützte allerdings Migration aus dem Ausland – eine Position, welche er später revidierte. 2012 behauptete Unz, dass die Universitäten der Ivy League asiatische Amerikaner diskriminieren und Juden bevorzugen würden, was Unz mit dem hohen Anteil jüdischer Administratoren in diesen Universitäten in Verbindung brachte.
Im Juli 2018 schrieb er in Artikeln für The Unz Review über die Behauptungen in der zaristischen Fälschung Die Protokolle der Weisen von Zion und Henry Fords Buch Der internationale Jude. Fords Werk, eine Reihe von antisemitischen Pamphleten, die in den 1920er Jahren veröffentlicht wurden, erschien Unz „recht plausibel und faktenorientiert, manchmal sogar übermäßig vorsichtig in ihrer Darstellung“.
Im August 2018 bediente sich Unz der Argumente der Holocaustleugnung und schrieb: „Ich halte es für weitaus wahrscheinlicher, dass die übliche Holocaust-Erzählung zumindest im Wesentlichen falsch ist, und sehr wahrscheinlich sogar fast vollständig.“ Er bezeichnete außerdem das Tagebuch der Anne Frank als Fälschung und behauptete, dass der Mossad hinter der Ermordung von John F. Kennedy gestanden habe. Er verteidigte die Aussagen des Holocaustleugners David Irving und schrieb, dass „pro Kopf betrachtet die Juden die größten Massenmörder des Zwanzigsten Jahrhunderts waren“.
Im Jahr 2021 bezeichnete Unz in mehreren Artikeln in The Unz Review SARS-CoV-2 als eine von den Vereinigten Staaten geschaffene biologische Waffe.